# Obdulia daadi
Obdulia daadi är en spindeldjursart som beskrevs av Al-Gboory 1987. Obdulia daadi ingår i släktet Obdulia och familjen Tenuipalpidae. Inga underarter finns listade i Catalogue of Life.